# Josip Drmić
Josip Drmić (Lachen, 8 augustus 1992) is een Zwitsers voetballer van Kroatische afkomst die doorgaans als spits speelt. Hij verruilde Borussia Mönchengladbach in juli 2019 transfervrij voor Norwich City. Drmić debuteerde in 2012 in het Zwitsers voetbalelftal.
Drmić' vader Milko speelde voor NK Vitez.

## Clubstatistieken
| Seizoen | Club                     | Land                 | Competitie     | Competitie | Competitie | Beker | Beker | Internationaal | Internationaal | Totaal | Totaal |
| Seizoen | Club                     | Land                 | Competitie     | Wed.       | Dlp.       | Wed.  | Dlp.  | Wed.           | Dlp.           | Wed.   | Dlp.   |
| ------- | ------------------------ | -------------------- | -------------- | ---------- | ---------- | ----- | ----- | -------------- | -------------- | ------ | ------ |
| 2009/10 | FC Zürich                | Vlag van Zwitserland | Super League   | 4          | 0          | 0     | 0     | 0              | 0              | 4      | 0      |
| 2010/11 | FC Zürich                | Vlag van Zwitserland | Super League   | 7          | 0          | 0     | 0     | —              | —              | 7      | 0      |
| 2011/12 | FC Zürich                | Vlag van Zwitserland | Super League   | 20         | 5          | 3     | 3     | 5              | 0              | 28     | 8      |
| 2012/13 | FC Zürich                | Vlag van Zwitserland | Super League   | 31         | 13         | 4     | 4     | —              | —              | 35     | 19     |
| 2013/14 | 1. FC Nürnberg           | Vlag van Duitsland   | Bundesliga     | 33         | 17         | 1     | 0     | —              | —              | 34     | 17     |
| 2014/15 | Bayer Leverkusen         | Vlag van Duitsland   | Bundesliga     | 25         | 6          | 4     | 0     | 9              | 0              | 38     | 6      |
| 2015/16 | Borussia Mönchengladbach | Vlag van Duitsland   | Bundesliga     | 13         | 1          | 3     | 0     | 3              | 0              | 19     | 1      |
| 2015/16 | → Hamburger SV           | Vlag van Duitsland   | Bundesliga     | 6          | 1          | 0     | 0     | —              | —              | 6      | 1      |
| 2016/17 | Borussia Mönchengladbach | Vlag van Duitsland   | Bundesliga     | 12         | 0          | 1     | 0     | 3              | 0              | 16     | 0      |
| 2017/18 | Borussia Mönchengladbach | Vlag van Duitsland   | Bundesliga     | 13         | 4          | 1     | 0     | —              | —              | 14     | 4      |
| 2018/19 | Borussia Mönchengladbach | Vlag van Duitsland   | Bundesliga     | 5          | 2          | 0     | 0     | —              | —              | 5      | 2      |
| 2019/20 | Norwich City             | Vlag van Engeland    | Premier League | 21         | 1          | 3     | 2     | —              | —              | 24     | 3      |
| 2020/21 | Norwich City             | Vlag van Engeland    | Championship   | 0          | 0          | 0     | 0     | —              | —              | 0      | 0      |
| 2020/21 | → HNK Rijeka             | Vlag van Kroatië     | 1. HNL         | 6          | 1          | 0     | 0     | —              | —              | 6      | 1      |
| Totaal  | Totaal                   | Totaal               | Totaal         | 196        | 51         | 20    | 9     | 20             | 0              | 236    | 60     |

## Interlandcarrière
Drmić nam met het Zwitsers olympisch elftal onder leiding van bondscoach Pierluigi Tami deel aan de Olympische Spelen van 2012 in Londen. Daar werd de ploeg in de voorronde uitgeschakeld na een gelijkspel tegen Gabon (1–1) en nederlagen tegen Zuid-Korea (1–2) en Mexico (0–1). Een jaar eerder was Drmić met Zwitserland als tweede geëindigd bij het EK voetbal onder 21. In een interview met de Kroatische Totalsport in mei 2012 zei Drmić: "Het is een feit dat ik geboren ben in Zwitserland, waar ik al mijn hele leven woon en dat ik speel voor Jong Zwitserland, maar mijn hart klopt ook voor Kroatië en als ik eerlijk ben, zou ik voor Kroatië kiezen. Niemand heeft me nog benaderd vanuit de Kroatische voetbalbond, maar er is nog tijd. Zo'n oproep zou ik zeker accepteren."
Drmić maakte op 11 september 2012 zijn debuut in het Zwitsers voetbalelftal, in een met 2–0 gewonnen kwalificatiewedstrijd voor het wereldkampioenschap 2014 tegen Albanië. In de blessuretijd verving hij Granit Xhaka. Zijn eerste én tweede interlanddoelpunt volgden op 5 maart 2014. Hij schoot Zwitserland toen op 1–0 en 2–1 in een in 2–2 geëindigde oefeninterland thuis tegen Kroatië.
Drmić behoorde tot de Zwitserse selectie op het WK 2014, zijn eerste eindtoernooi. Hierop kwam hij in alle vier de wedstrijden van de Zwitsers in actie. Zwitserland verloor in de achtste finale van Argentinië. Drmić maakte eveneens deel uit van de Zwitserse selectie die deelnam aan het WK 2018 in Rusland. Daar eindigde de ploeg onder leiding van bondscoach Vladimir Petković als tweede in groep E, achter Brazilië (1–1) maar vóór Servië (2–1) en Costa Rica (2–2). In de achtste finales ging Zwitserland vervolgens op dinsdag 3 juli met 1–0 onderuit tegen Zweden door een treffer van Emil Forsberg, waarna de thuisreis geboekt kon worden. Drmić kwam in drie van de vier WK-duels in actie voor de nationale ploeg. Hij scoorde tegen Costa Rica.
| Interlands van Josip Drmić voor Zwitserland | Interlands van Josip Drmić voor Zwitserland | Interlands van Josip Drmić voor Zwitserland | Interlands van Josip Drmić voor Zwitserland | Interlands van Josip Drmić voor Zwitserland | Interlands van Josip Drmić voor Zwitserland | Interlands van Josip Drmić voor Zwitserland |
| №                                           | Datum                                       | Wedstrijd                                   | Uitslag                                     | Competitie                                  | Goals                                       |                                             |
| Als speler bij FC Zürich                    | Als speler bij FC Zürich                    | Als speler bij FC Zürich                    | Als speler bij FC Zürich                    | Als speler bij FC Zürich                    | Als speler bij FC Zürich                    | Als speler bij FC Zürich                    |
| ------------------------------------------- | ------------------------------------------- | ------------------------------------------- | ------------------------------------------- | ------------------------------------------- | ------------------------------------------- | ------------------------------------------- |
| 1                                           | 11 september 2012                           | Zwitserland – Albanië                       | 2 – 0                                       | Kwalificatie WK 2014                        | 0                                           |                                             |
| 2                                           | 8 juni 2013                                 | Zwitserland – Cyprus                        | 1 – 0                                       | Kwalificatie WK 2014                        | 0                                           |                                             |
| Als speler bij 1. FC Nürnberg               |                                             |                                             |                                             |                                             |                                             |                                             |
| 3                                           | 6 september 2013                            | Zwitserland – IJsland                       | 4 – 4                                       | Kwalificatie WK 2014                        | 0                                           |                                             |
| 4                                           | 15 november 2013                            | Zuid-Korea – Zwitserland                    | 2 – 1                                       | Vriendschappelijk                           | 0                                           |                                             |
| 5                                           | 5 maart 2014                                | Zwitserland – Kroatië                       | 2 – 2                                       | Vriendschappelijk                           | 2                                           |                                             |
| 6                                           | 30 mei 2014                                 | Zwitserland – Jamaica                       | 1 – 0                                       | Vriendschappelijk                           | 1                                           |                                             |
| 7                                           | 3 juni 2014                                 | Zwitserland – Peru                          | 2 – 0                                       | Vriendschappelijk                           | 0                                           |                                             |
| 8                                           | 15 juni 2014                                | Zwitserland – Ecuador                       | 2 – 1                                       | WK 2014                                     | 0                                           |                                             |
| 9                                           | 20 juni 2014                                | Zwitserland – Frankrijk                     | 2 – 5                                       | WK 2014                                     | 0                                           |                                             |
| 10                                          | 25 juni 2014                                | Honduras – Zwitserland                      | 0 – 3                                       | WK 2014                                     | 0                                           |                                             |
| 11                                          | 1 juli 2014                                 | Argentinië – Zwitserland                    | 1 – 0                                       | WK 2014                                     | 0                                           |                                             |
| Als speler bij Bayer 04 Leverkusen          |                                             |                                             |                                             |                                             |                                             |                                             |
| 12                                          | 8 september 2014                            | Zwitserland – Engeland                      | 0 – 2                                       | Kwalificatie EK 2016                        | 0                                           |                                             |
| 13                                          | 9 oktober 2014                              | Slovenië – Zwitserland                      | 1 – 0                                       | Kwalificatie EK 2016                        | 0                                           |                                             |
| 14                                          | 14 oktober 2014                             | San Marino – Zwitserland                    | 0 – 4                                       | Kwalificatie EK 2016                        | 0                                           |                                             |
| 15                                          | 15 november 2014                            | Zwitserland – Litouwen                      | 4 – 0                                       | Kwalificatie EK 2016                        | 0                                           |                                             |
| 16                                          | 18 november 2014                            | Polen – Zwitserland                         | 2 – 2                                       | Vriendschappelijk                           | 1                                           |                                             |
| 17                                          | 27 maart 2015                               | Zwitserland – Estland                       | 3 – 0                                       | Kwalificatie EK 2016                        | 0                                           |                                             |
| 18                                          | 31 maart 2015                               | Zwitserland – Verenigde Staten              | 1 – 1                                       | Vriendschappelijk                           | 0                                           |                                             |
| 19                                          | 10 juni 2015                                | Zwitserland – Liechtenstein                 | 3 – 0                                       | Vriendschappelijk                           | 0                                           |                                             |
| 20                                          | 14 juni 2015                                | Litouwen – Zwitserland                      | 1 – 2                                       | Kwalificatie EK 2016                        | 1                                           |                                             |
| Als speler bij Borussia Mönchengladbach     |                                             |                                             |                                             |                                             |                                             |                                             |
| 21                                          | 5 september 2015                            | Zwitserland – Slovenië                      | 3 – 2                                       | Kwalificatie EK 2016                        | 2                                           |                                             |
| 22                                          | 8 september 2015                            | Engeland – Zwitserland                      | 2 – 0                                       | Kwalificatie EK 2016                        | 0                                           |                                             |
| 23                                          | 9 oktober 2015                              | Zwitserland – San Marino                    | 7 – 0                                       | Kwalificatie EK 2016                        | 0                                           |                                             |
| 24                                          | 13 november 2015                            | Slowakije – Zwitserland                     | 3 – 2                                       | Vriendschappelijk                           | 1                                           |                                             |
| 25                                          | 17 november 2015                            | Oostenrijk – Zwitserland                    | 1 – 2                                       | Vriendschappelijk                           | 0                                           |                                             |
| 26                                          | 25 maart 2017                               | Zwitserland – Letland                       | 1 – 0                                       | Kwalificatie WK 2018                        | 1                                           |                                             |
| 27                                          | 27 maart 2018                               | Zwitserland – Panama                        | 6 – 0                                       | Vriendschappelijk                           | 0                                           |                                             |
| 28                                          | 3 juni 2018                                 | Spanje – Zwitserland                        | 1 – 1                                       | Vriendschappelijk                           | 0                                           |                                             |
| 29                                          | 8 juni 2018                                 | Zwitserland – Japan                         | 2 – 0                                       | Vriendschappelijk                           | 0                                           |                                             |
| 30                                          | 22 juni 2018                                | Servië – Zwitserland                        | 1 – 2                                       | WK 2018                                     | 0                                           |                                             |
| 31                                          | 27 juni 2018                                | Zwitserland – Costa Rica                    | 2 – 2                                       | WK 2018                                     | 0                                           |                                             |
| 32                                          | 3 juli 2018                                 | Zweden – Zwitserland                        | 1 – 0                                       | WK 2018                                     | 0                                           |                                             |
| 33                                          | 5 juni 2019                                 | Portugal – Zwitserland                      | 3 – 1                                       | UEFA Nations League Divisie A               | 0                                           |                                             |
| 34                                          | 9 juni 2019                                 | Zwitserland – Engeland                      | 0 – 0 5 – 6 n.s.                            | UEFA Nations League Divisie A               | 0                                           |                                             |
| Als speler bij Norwich City                 |                                             |                                             |                                             |                                             |                                             |                                             |
| 35                                          | 12 oktober 2019                             | Denemarken – Zwitserland                    | 1 – 0                                       | Kwalificatie EK 2020                        | 0                                           |                                             |

Bijgewerkt op 23 maart 2021.